# Феній Руф
Луцій Феній Руф (лат. Lucius Faenius Rufus; помер у 65 році) — римський сенатор, префект анони з 55 по 62 рік, префект преторія з 62 по 65 рік. Страчений через участь у змові проти імператора Нерона.

## Біографія
Рік народження, походження і рання кар'єра Руфа невідомі. Він належав до стану вершників. У 55 році за протекції Агріппіни Молодшої обійняв посаду префекта анони — особи, що контролювала поставку продуктів харчування до Рима. Як пише Тацит, на цій посаді він не отримував ніякої вигоди для себе, а чесно виконував обов'язки, тому завоював любов простого люду. 62 року, після смерті префекта преторія Секста Афранія Бурра, Нерон призначив на його місце Руфа разом з Гаєм Софонієм Тигелліном. Другий не приваблював простий люд, бо був відомий своєю підлістю.
Популярністю в народі і війську Руф викликав невдоволення імператора, але Нерон призначив двох префектів преторія, щоби не допустити зосередження влади в одних руках. Напарник Руфа Тигеллін намагався дискредитувати його в очах принцепса, зводячи на префекта доноси, що Руф нібито був коханцем Агріппіни і, охоплений сумом за нею, бажає помститися Нерону за її вбивство.
Не маючи сил боротися проти Тигелліна, Руф приєднався до змови Пізона. Змовники хотіли позбавити влади і убити Нерона, і Руф був їхньою надійною підтримкою. Вони обговорювали навіть, де і як найкраще позбавити імператора життя. Але змова була розкрита, і почалося розслідування. На перших порах принцепс не знав про причетність його префекта преторія до змови, і Руф намагався зробити все, щоб він про це не дізнався. Префект особливо ретельно допитував змовників, чим викликав їх ненависть. Утім, участь Руфа розкрилася, а сам префект був страчений. Тацит пише, що в останні хвилини життя той «…не проявив сили духу, внісши слізливі скарги навіть у свій заповіт».